# 西格弗里德·伦茨
西格弗里德·伦茨（德語：Siegfried Lenz；1926年3月17日—2014年10月7日），德国作家，为德国当代最杰出作家之一，与君特·格拉斯（Günter Grass）、海因里希·伯尔（Heinrich Böll）两位诺贝尔文学奖得主齐名。

## 生平
1926 年3月17日，伦茨生于东普鲁士马祖里地区的吕克城（今波兰埃乌克），1943年被海军征召入伍，在纳粹德军崩溃时逃往丹麦。战后他在汉堡大学攻读哲学、文学等课程，1950年担任德国《世界报》编辑，1951年起成为专职作家，并发表第一部小说《空中群鹰》；初期的作品主要受到托马斯·曼、陀斯妥耶夫斯基、加缪、福克纳、海明威等人的影响。
他的成名小说《德语课》（1968），取材自画家埃米尔‧汉森在纳粹统治时期被禁止作画的真实事件；本书引发读者对于被纳粹践踏的公民义务进行反省，成为战后德国最广为流传的小说之一。除了长、中篇小说之外，伦茨还撰写了大量的短篇小说、舞台剧以及广播剧。藍茨擅长用文学展现各种社会现象，短篇小说集《我的小村如此多情》（1955）取材自家乡吕克的童话与乡野轶闻，引起广大回响，被公认为1950年代德国「乡土小说」最重要的作品。
他在2014年10月7日逝世，享年88歲。

## 榮譽
伦茨曾获多项著名文学奖的肯定，包括「不来梅文学奖」、「歌德奖」和「德国书商协会和平奖」等。已翻译出版的著作有《少年与沉默之海》（1999）与《失物招领处》（2003）等。

## 著作

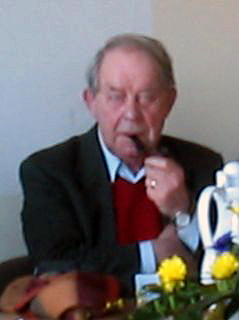
攝於2004年3月25日

- 1955 So zärtlich war Suleyken (我的小村如此多情,譯者：林倩葦,2007年11月 ISBN：9789573261735)
- 1960 Das Feuerschiff (The Lightship, translated by Hoffmann and Campe Verlag, 1962)(燈塔船,譯者：趙燮生,2008年9月 ISBN：9789573263517)
- 1968 Deutschstunde (德語課, 譯者-許昌菊, 2007年3月 ISBN 9789573260004)
- 1973 Das Vorbild (An Exemplary Life, Secker & Warburg, 1976)
- 1978 Heimatmuseum (The Heritage, translated K. Winston, Secker & Warburg, 1981)
- 1985 Exerzierplatz (Training Ground, translated G. Skelton, Methuen, 1991)
- 1990 Die Klangprobe
- 1994 Die Auflehnung
- 1995 The Selected Stories of Siegfried Lenz (Northwestern University Press) ISBN 0-8101-1314-7
- 2003 Fundbüro(失物招領處, 譯者-鄭納無, 2005年9月 ISBN 9789573255963)